# 沙头镇 (益阳市)
沙头镇，是中华人民共和国湖南省益阳市资阳区下辖的一个乡镇级行政单位。

## 行政区划
沙头镇下辖以下地区：
海南塘社区、沙头村、永丰垸村、明星村、共同村、镇东村、建民村、双枫树村、光景湾村、上游村、余家嘴村、永佰村、同乐村、忠义村和友谊村。